# Kuneš z Třebovle
Kuneš z Třebovle (okolo 1340/1345 – 1397) byl český právník, kanovník u sv. Víta a generální vikář pražského arcibiskupství, předchůdce Jana Nepomuckého v tomto úřadu.

## Život

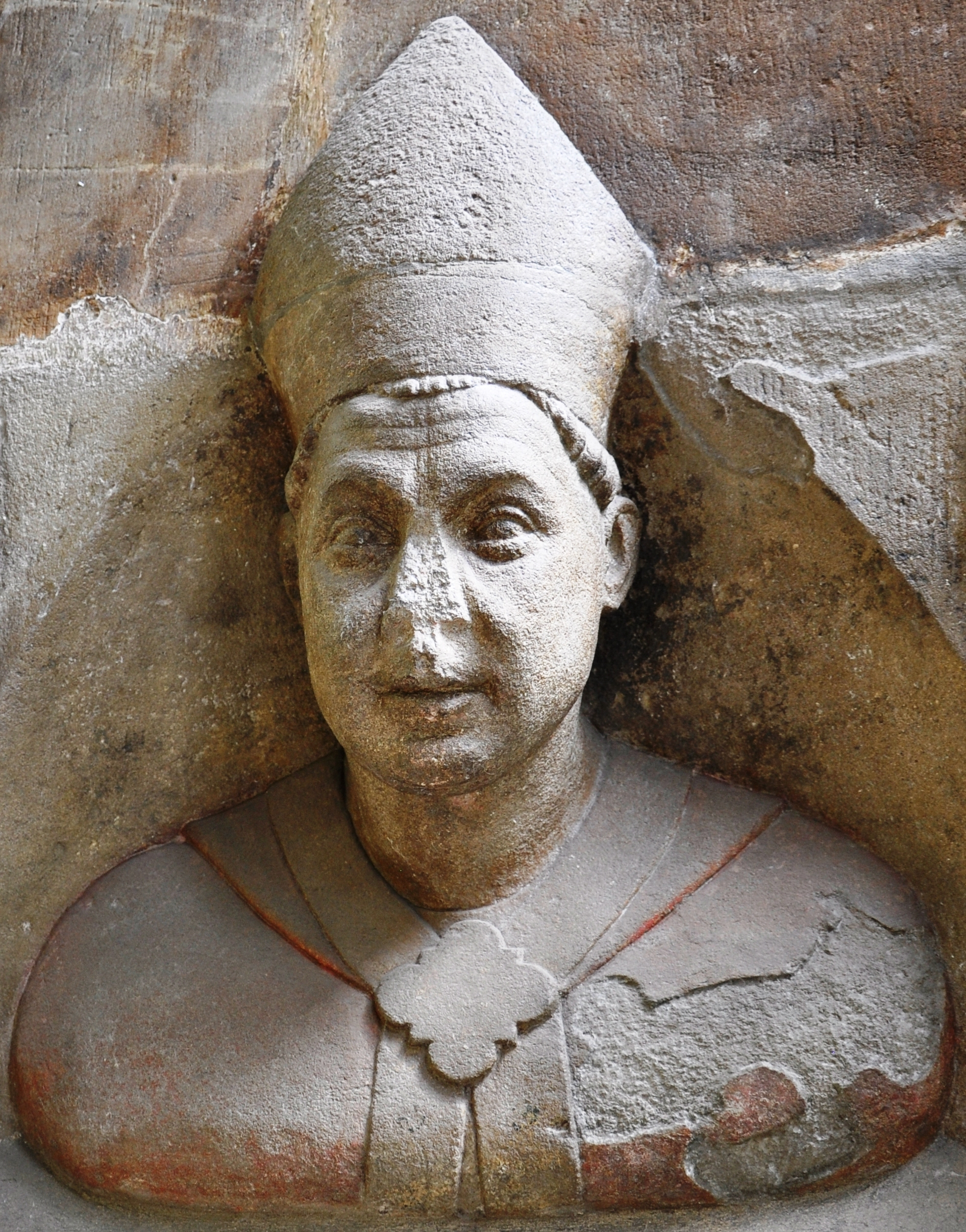
Busta pražského arcibiskupa Jana z Jenštejna

Podle Jany Nechutové se narodil přibližně roku 1340 kouřimskému měšťanovi Petrovi. Milan Daňhel usuzuje, že Kuneš z Třebovle přišel na svět někdy mezi lety 1340–1345. Studoval jak na univerzitě v Padově, tak na Karlově univerzitě, kde v roce 1373 dosáhl doktorátu z práv. Kunešův přídomek „z Třebovle“ je odvozen od vsi jménem Třebovel poblíž Kouřimi, tento přídomek začal však užívat od roku 1377. Dříve se totiž psal jako Kuneš „z Vitic“, poněvadž zde vykonával úřad faráře snad v letech 1370–1377. V listopadu roku 1377 odešel z funkce vitického faráře a stal se arcijáhnem boleslavským. Jako pražský kanovník je poprvé v pramenech uveden k roku 1374, o tři roky později (1377) byl jmenován kustodem pražského kostela.
Úřad generálního vikáře pražské arcidiecéze zastával Kuneš již ke konci pontifikátu Jana Očka z Vlašimi v letech 1377–1378. Setrval v něm až do poloviny roku 1382, kdy už arcibiskupský úřad vykonával Jan z Jenštejna. Tentýž rok se zúčastnil Jenštejnovy výpravy do Říma. Mezi roky 1382–1386 nepůsobil v úřadu generálního vikáře, podle Zdeňky Hledíkové pozastavil svou činnost proto, že se v tu dobu zdržel při pobytu v Norimberku jako člen arcibiskupovy družiny. V roce 1386 se znovu objevuje ve funkci generálního vikáře. V září 1389 Kuneš úřad generálního vikáře opustil, Jaroslav Václav Polc se domníval, že za jeho odchodem mohla stát nemoc, ztráta důvěry arcibiskupa Jana z Jenštejna či dokonce vlastní přání k odchodu. V úřadu generálního vikáře ho posléze nahradil Jan Nepomucký. Kuneš z Třebovle zemřel zřejmě někdy na jaře roku 1397.

## Dílo
- De devolucionibus non recipiendis (1388) – Latinsky psaný traktát, v němž se Kuneš z Třebovle staví, podobně jako Jan z Jenštejna, proti pobírání odúmrtí selských statků vrchností a ohrazuje se proti argumentům Vojtěcha Raňkův z Ježova. V tomto spisu Kuneš vychází z římského práva a Gratianova dekretu, přičemž prohlašuje právní zásadu ochrany nabytých práv a rovněž definuje právo přirozené jako stálý řád, podle kterého se všichni lidé rodí svobodní, kdežto nesvoboda a otroctví jdou dle Kuneše proti přírodě. V tomto traktátu jsou raženy nejpokrokovější myšlenky tehdejší právnické vzdělanosti, jak soudí Ladislav Varcl.[3][1][8]
- Epistola M. Cunssonis super prima institucione Visitacionis sancte Maria facta – Latinsky psaný dokument, jenž vznikl v souvislosti s prosazováním svátku Navštívení Panny Marie.[1]
- Probaciones de institucione festi Visitaciones Marie – snad dílo Kuneše z Třebovle[1]